# Parafia Miłosierdzia Bożego w Ząbkach
Parafia pw. Milosierdzia Bożego w Ząbkach – parafia rzymskokatolicka należąca do dekanatu zielonkowskiego, diecezji warszawsko-praskiej, metropolii warszawskiej. 
Parafia została erygowana w 1988. Obejmuje północno-zachodnią część miasta, m.in. Osiedle Batorego.

## Kościół parafialny
Kościół parafialny został wybudowany w latach 1986–1993 według projektu inżyniera architekta Jerzego Kuźmienki z Warszawy. Konstruktorem świątyni był inżynier Andrzej Krawczyń. Wystrój kościoła zaprojektował architekt plastyk Maciej Kauczyński z Krakowa. Świątynia mieści się przy ulicy 11 Listopada.

## Wspólnoty i ruchy
- Ministranci
- Lektorzy
- Bielanki
- Zespół muzyczny
- Grupa młodzieżowa
- Ruch Rodzin Nazaretańskich
- Duszpasterstwo Młodych Małżeństw
- Służba porządkowa Totus Tuus
- Odnowa w Duchu Świętym
- Dziewczęca Służba Maryjna
- Żywy Różaniec i Straż Honorowa
- Różaniec Rodzinny
- Towarzystwo Przyjaciół Seminarium
- Rodzina Radia Maryja
- Dziecięca Grupa Misyjna
- Rada Parafialna
- Harcerze Zawiszacy
- Ruch Światło-Życie